# Jorge Ernesto Varela
Jorge Ernesto Varela es un deportista mexicano que compitió en atletismo adaptado. Ganó una medalla de bronce en los Juegos Paralímpicos de Seúl 1988 en la prueba de pentatlón (clase 6).

## Palmarés internacional
| Juegos Paralímpicos | Juegos Paralímpicos  | Juegos Paralímpicos | Juegos Paralímpicos |
| Año                 | Lugar                | Medalla             | Prueba              |
| ------------------- | -------------------- | ------------------- | ------------------- |
| 1988                | Seúl (Corea del Sur) | Medalla de bronce   | Pentatlón 6         |